# Схотепібра
Схотепібра Севесекхтаві — давньоєгипетський фараон з XIII династії, який правив на початку Другого перехідного періоду.
Думки єгиптологів щодо його правління розбігаються. Одні вважають, що він був п'ятим, інші — десятим правителем династії.